# Корнеліс Кетель
Корнеліс Кетель (нід. Cornelis Ketel; 18 березня 1548, Гауда — 8 серпня, 1616, Амстердам) — північнонідерландський мандрівний майстер (художник, письменник, менше — скульптор і архітектор) доби маньєризму.

## Загальні відомості
Життєпис Корнеліса Кетеля був створений історіографом Карелом ван Мандером. Згідно записів Карела ван Мандера художник починав як прихильник стилю маньєризм і намагався заробити славу, створюючи алегоричні композиції та твори в історичному жанрі. Більшість картин початкового періоду була втрачена або знищена. Але відомі його малюнки в стилі маньєризму, що свідчать про тверду руку майстра і віртуозність у виконанні. Відомо, що пізніше він зосередився на створенні портретів, що мимоволі стали єдиною галуззю, котра дозволила оцінити внесок митця в історію.

## Життєпис
Корнеліс Кетель був позашлюбною дитиною і народився у місті Гауда. Мати Єлизавета Якобс Кетель. Первісну художню освіту отримав в майстерні його дядька, художника Корнеліса Якобса Кетеля. Дядько помер, коли підлітку було 11 років. Розпочався етап мандрів і навчання у різних художників. Навчався у вітражного майстра Дірка Крабета, потім у місті Делфт у Антоніса Блокланда.

## Французький період
Близько 1565 року відбув у Париж, де працював помічником у майстерні вітражного майстра Жана де ля Хейма, що обслуговував короля Карла IX. Можливість заробити на життя примусила перебратися у Фонтенбло, де діяли різноманітні майстерні, котрі обслуговували королівський двір. Перебування у школі Фонтенбло сприяло наверненню до стилю маньєризм і прагненню працювати з престижними на той час історичним та алегоричним жанрами. 1567 року у Франції розпочалися гоніння на вихідців з Південних (Габсбурзьких) Нідерландів і Кореліс Кетель вимушено покинув Фонтенбло.

## Лондонський період
Молодий художник повернувся у місто Гауда, економічне життя котрого значно постраждало від окупації міста у 1572 р. та місцевого повстання. Місто бідувало і стан справ погіршила епідемія чуми, що забрала життя у 20% мешканців. 1573 року художник перебрався до Лондона, де був одним із нідерландських майстрів, що працювали на той час у Британії. Його алегоричні твори в стилістиці маньєризму не мали попиту в пихатій Британії. Він почав заробляти на життя створенням портретв англійських аристократів. Митця помітили і він створив низку портретів по замовам — "Сер Мартин Фробішер ",, 1577, "Річард Гудрик ",1578, «Едвард Джил в парадних обладунках», 1578, портрети шляхетних жінок та їх дітей. Його манера в портретах ще скута, але він намагався точно відтворювати потретованих і без намагання їх ідеалізувати. 1578 року він отримав дозвіл на портретування королеви Єлизавети І, котрий теж не ідеалізував.
Серед творів цього періоду — «Автопортрет» Кетеля, котрий переводив у гравюру Хендрік Барі.

## Повернення у Північні Нідерланди
1581 року Кетель повернувся у Північні Нідерланди і оселився у місті Амстердам. 1593 року він придбав власний будинок біля так званої Старої церкви. Продовжив працювати портретистом. З його ім'ям пов'язують зміцнення голландької традиції творення групових портретів. Серед них груповий портрет "Військовий підрозділ капітана Дірка Розекранца", 1588. Працював він і над створенням вигаданих портретів тоньє, що подавали портретні зображення реальних і вигаданих історичних і міфологічних перонажів (портретів котрих ніколи не існувало) або персонажів з незвичним виразом обличчя.
Творчі експериманти митця простяглися до спроб у письменстві, спроб у архітектурі і в скульптурі. Є свідоцтва, що він непогано ліпив, пам'ятаючи про універсальність майстрів школи Фонтенбло. Його рахували поряд з художником Пітером Пітерсом старшим серед найбільш майстерних митців Амстердама на зламі 16-17 ст.

## Власна родина
Корнеліс Кетель був двічі одружений. Перший раз він узяв шлюб у 1573 році з Елтген Геррітс. 1581 року у них народився син Рафаель. Елтген померла у 1602 році і художник одружився вдруге у 1607 році з Елтген Янс. Їх син помер молодим.

## Смерть
1613 року у віці 65 років майстер переніс інсульт. 1616 року він помер у Амстердамі.
Одна з вулиць у місті Гауда названа на честь Корнеліса Кетеля у 1903 році.

## Вибрані твори

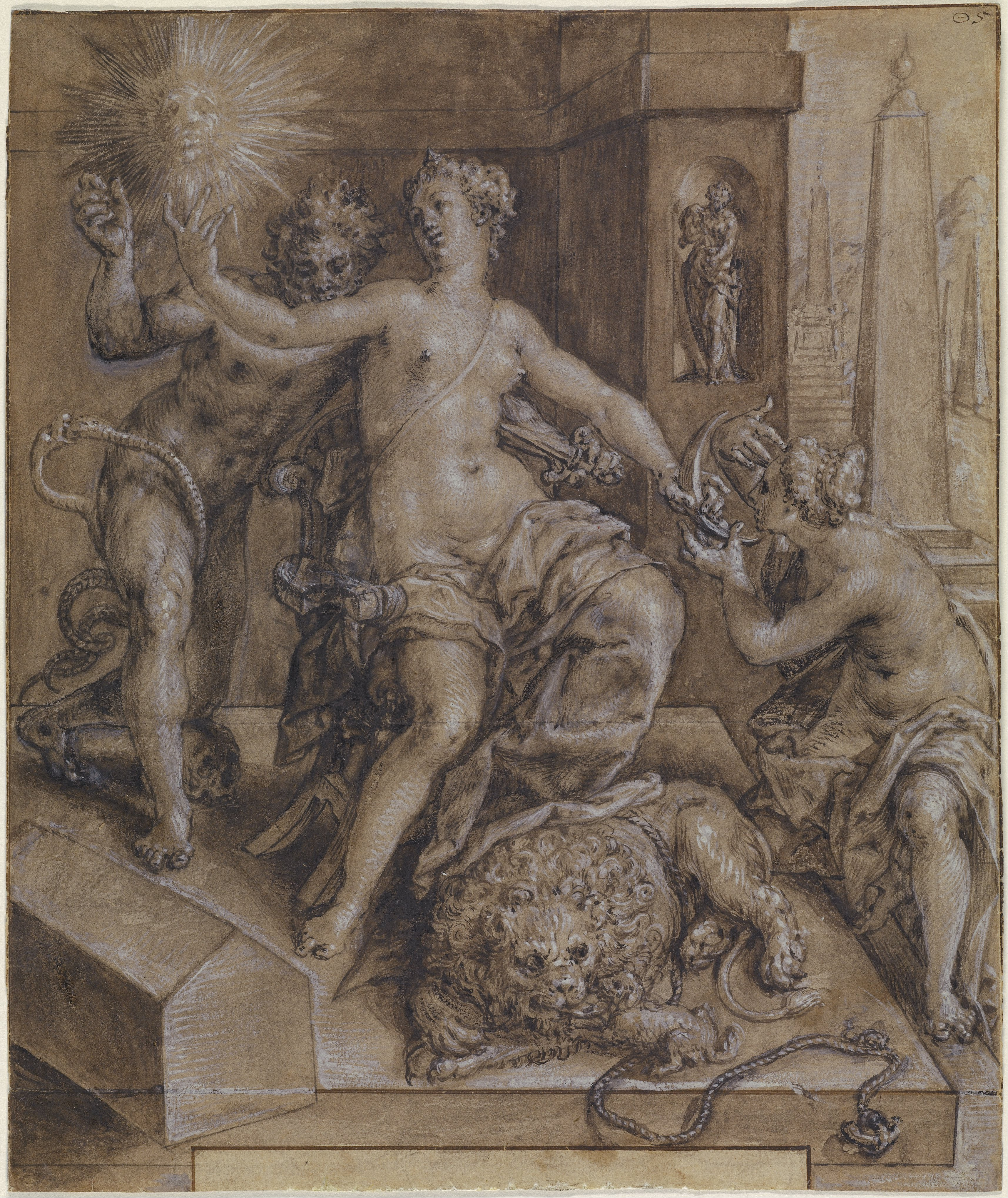
"Алегорія Істини " (Дзеркало Істини), малюнок до композиції, Музей Гетті, Каліфорнія

- "Алегорія Істини " (Дзеркало Істини), малюнок до композиції, Музей Гетті, Каліфорнія
- Алегорія « Перемога Мудрості і Справдливості над Силою», 1580
- «Філософи Демокріт і Геракліт»
- « Самогубство Саула», 1584, Каунас, Литва
- "Дірк Барендц ", художник
- "Річард Гудрик ", 1578, Картинна галерея Південної Австралії
- "Портрет англійської королеви Єлизавети І "
- "Велетень Портер, слуга Єлизавети І ", 1580, палац Хемптон Корт, Велика Британія.
- « Томас Рід»
- "Сер Мартин Фробішер ", 1577, Бодліанська бібліотека, Оксфордський університет
- «Едвард Джил в парадних обладунках», 1578
- "Елізабет Сміт у сім років ", 1579
- "Томас Сесіл, 1-й граф Ексетер ", кінець 16 ст.
- "Шляхетна пані у віці 56 років "
- « Самогубство Саула», 1584, Каунас, Литва
- "Військовий підрозділ капітана Дірка Розекранца ", 1588, Державний музей (Амстердам)
- "Подвійний портрет малих брата і сестри з шляхетної родини " бл. 1604
- "Якоб Корнеліс Баньярт ", 1605, Державний музей (Амстердам)

К. Кетель. «Едвард Джил в парадних обладунках», 1578

- « Портрет родини», Утрехт, музей

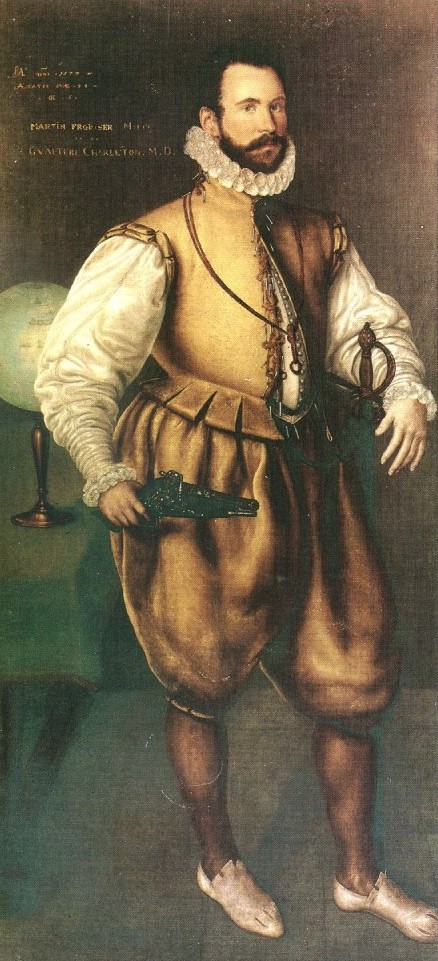
Корнеліс Кетель. «Сер Мартин Фробішер », 1577, Бодліанська бібліотека, Оксфордський університет
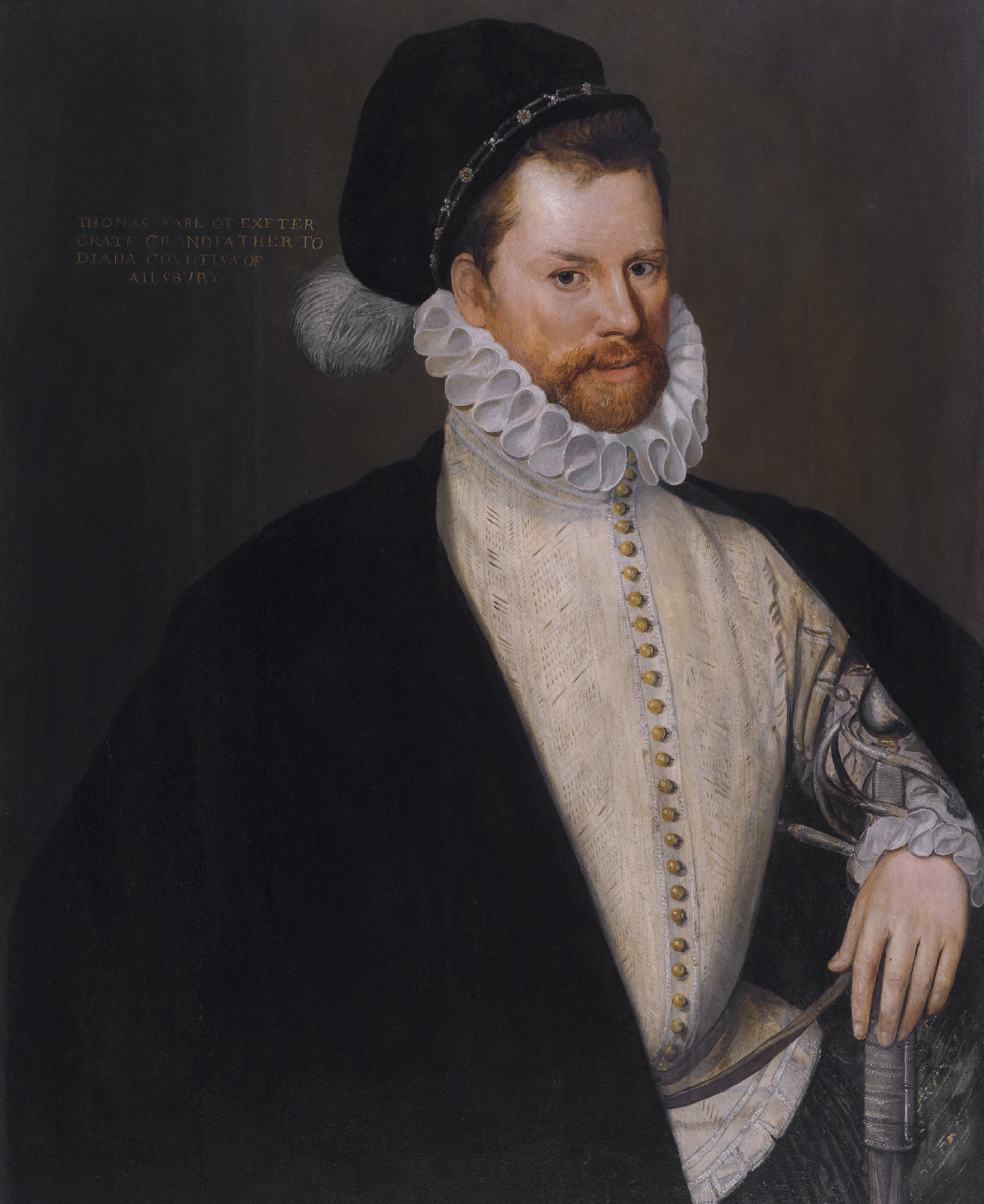
Корнеліс Кетель. «Томас Сесіл, 1-й граф Ексетер  », кінець 16 ст.
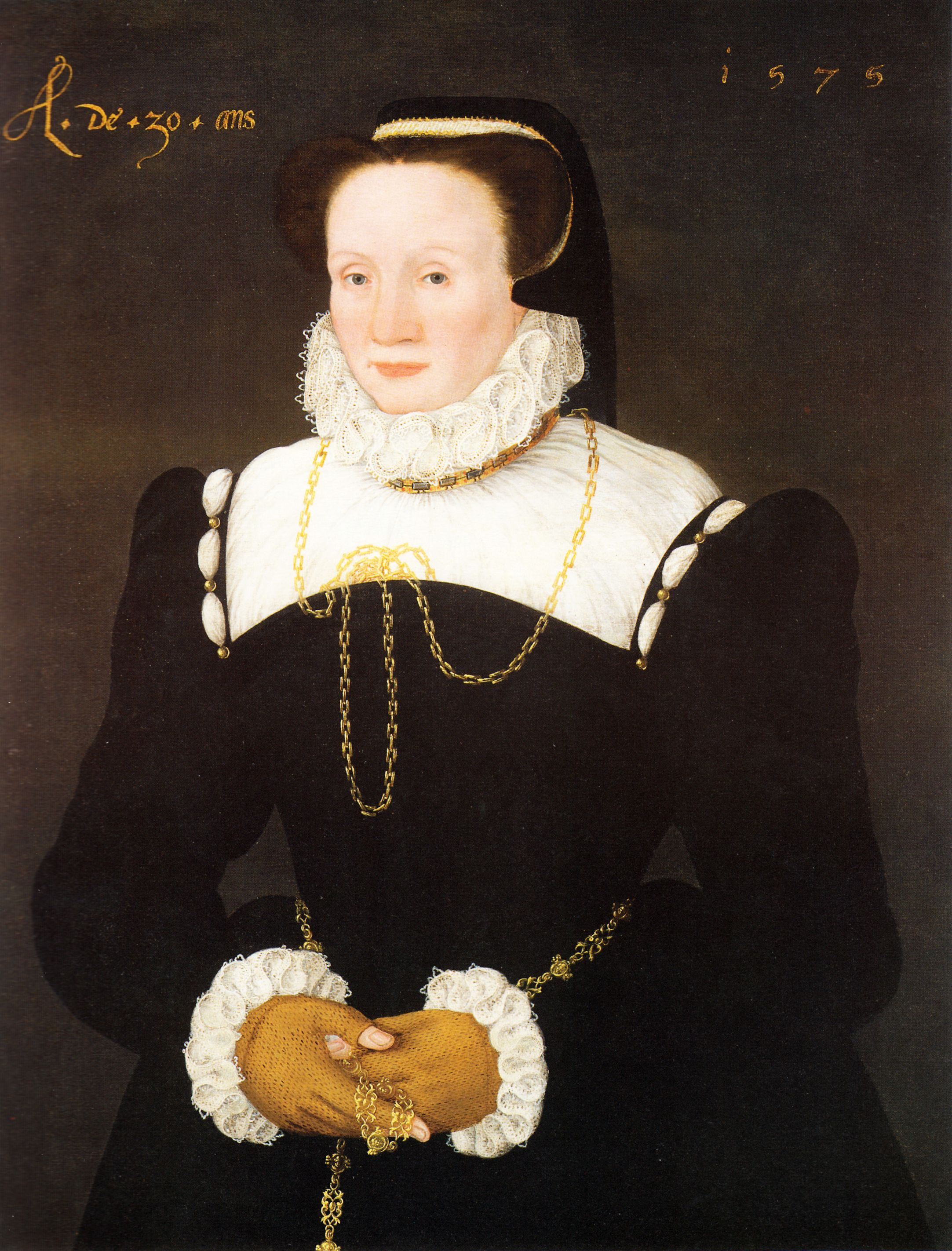
К. Кетель. «Мері Трешем, леді Во», 1575 р.
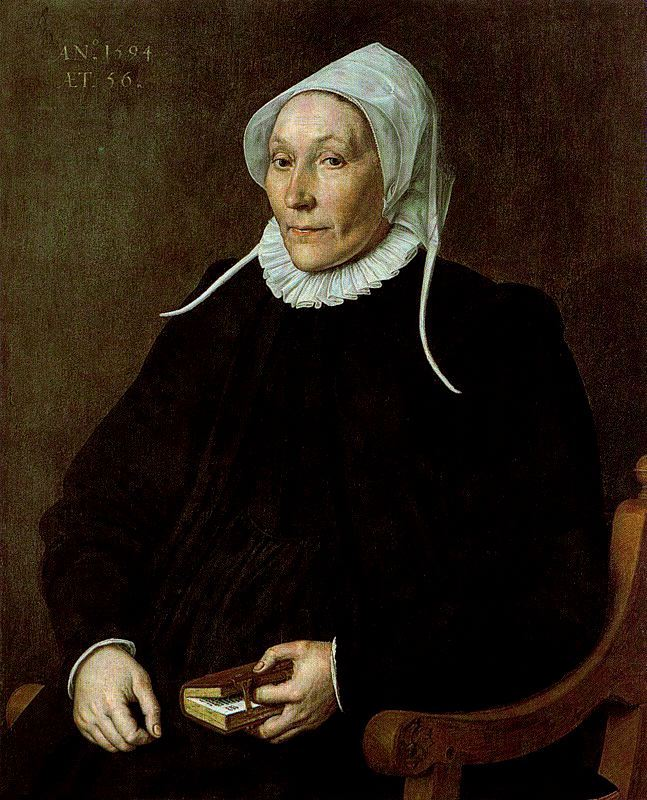
К. Кетель. «Шляхетна пані у віці 56 років », 1594 р.